# Giuseppe Piazzi
Giuseppe Piazzi (Ponte in Valtellina, 16. srpnja 1746. – Napulj, 22. srpnja 1826.), talijanski katolički svećenik, redovnik i astronom. Predavao matematiku i astronomiju u Palermu gdje je 1790. osnovao zvjezdarnicu. Otkrio je prvi patuljasti planet Ceres (1801.). S vrlo preciznim pasažnim instrumentom izradio je katalog zvijezda koji je imao 7 646 zvijezda (objavljeno prvo izdanje 1803., a drugo 1814.). Po njemu su nazvani krater na Mjesecu (Piazzi) i planetoid (1000 Piazzia).

## Životopis
Malo je podataka o školovanju Giuseppea Piazzia. Najvjerojatnije se školovao u Torinu, a kasnije i u Rimu. Od 1770. predavao je matematiku u Sveučilištu u Malti. 1773. se preselio u Ravennu gdje je predavao matematiku i filoziju, gdje je ostao do početka 1779. Nakon toga je kratko boravio u Cremoni i Rimu, da bi u ožujku 1781. počeo predavati matematiku na Sveučilištu u Palermu. U Palermu je od 19. siječnja 1787. postao profesor astronomije. Jedno vrijeme je nakon toga proveo u Parizu i Londonu da bi nabavio astronomske instrumente za novu zvjezdarnicu u Palermu, za koju je gradnja počela 1790. Od 1817. radio je također na otvaranju zvjezdarnice u Napulju. Giuseppe Piazzi je pokušavao i mjeriti paralaksu ili udaljenost do zvijezda, a najpogodnija mu je bila zvijezda 61 Labud u zviježđu Labud. Ta mjerenja je ipak kasnije obavio Friedrich Bessel.
Ipak najznačajnije njegovo otkriće je patuljasti planet 1 Ceres, koji je najveće nebesko tijelo u asteroidnom pojasu ili glavnom planetoidnom pojasu, a otkrio ga je 1. siječnja 1801. U početku nije mogao izračunati njegovu putanju, ali iste je godine znameniti njemački matematičar Karl Friedrich Gauss proračunao elemente staze ovog tijela i pokazao da bi se moglo raditi o "nedostajućem" planetu. Astronome je zbunjivala veličina Ceresa (samo 940 km u promjeru), jer su očekivali mnogo veće tijelo. No, već nakon dvije godine Heinrich Wilhelm Olbers je otkrio Pallas (žensko ime Palada), koje se giba sličnom stazom kojom i Ceres. Do 1807. godine su otkriveni Juno i Vesta, dva nebeska tijela malog sjaja i veličine, koja se dobro uklapaju u redoslijed planeta. Ubrzo se pokazalo da je Sunčev sustav prepun malih planeta koje danas zovemo planetoidi ili asteroidi.
Planetoidi predstavljaju zanimljivu vrst nebeskih tijela i zbog brojnosti i zbog svog posebnog smještaja u procijepu između Marsove i Jupiterove staze. Staze tih dvaju planeta toliko su odvojene da je već Johannes Kepler 1596. u knjizi Tajne kozmografije, spekulirao o nebeskom tijelu koje se u tom prostoru giba. 1772. nađeno je matematičko pravilo koje do danas nije fizikalno potkrijepljeno, a kojim se veoma dobro određuju udaljenosti planeta. Johann Daniel Titius i Johann Elert Bode pronašli su jednostavnu zakonitost prema kojoj se mogu računati udaljenosti planeta od Sunca. Premda Titius-Bodeovo pravilo nije pouzdano fizički rastumačeno, a također ne daje dobre rezultate za daleke planete, ipak je nagovijestilo da se između putanja Marsa i Jupitera treba nalaziti neki planet. Ovo pravilo predviđa postojanje planeta na udaljenosti 2.8 AJ od Sunca. Pravilo je dano izrazom:
{\displaystyle a=0.4+0.15\cdot 2^{n-1}}
gdje je: n - redni broj planeta, a - udaljenost n-tog planeta do Sunca u astronomskim jedinicama (AJ). No prvi član niza znatno odstupa od udaljenosti koju ima Merkur, ne uzme li se n = - ∞, što dakako, nije u aritmetskom nizu s ostalim eksponentima. To magično pravilo dobro je pretkazalo udaljenost Urana, što ga je otkrio William Herschel 1781. Kasnije će se vidjeti da je osmi planet, Neptun, prekobrojan, no jednakost jasno pokazuje da između Marsa i Jupitera ima mjesta za još jedan planet.
Godine 1800. u potragu za "nedostajućim" planetom krenulo je 12 njemačkih astronoma. Potraga je dala rezultat u noći od 31. prosinca 1800. na 1. siječnja 1801. kada ih je preduhitrio Talijan Giuseppe Piazzi koji je u Palermu, tijekom rutinskog pretraživanja neba otkrio tijelo Sunčeva sustava koje je nazvano Ceres (žensko ime Cerera).
Dugogodišnji suradnik katoličkog svećenika i astronoma Barnabe Orianija, s kojim je 37 godina zajedno radio na astronomskim projektima.